# Zinkroselith
Zinkroselith (IMA-Symbol Zrsl) ist ein sehr selten vorkommendes Mineral aus der Mineralklasse der „Phosphate, Arsenate und Vanadate“ mit der chemischen Zusammensetzung Ca2Zn(AsO4)2·2H2O und ist damit chemisch gesehen ein wasserhaltiges Calcium-Zink-Arsenat.
Zinkroselith kristallisiert im monoklinen Kristallsystem und entwickelt an seiner Typlokalität lattenförmige, nach [001] gestreckte und parallel [001] stark gestreifte Kristalle bis 3 cm Größe, die zu subparallel verwachsenen Aggregaten zusammentreten. Typisch sind Vergesellschaftungen mit Quarz, eisen- und zinkhaltigem Dolomit, Tsumcorit, Hämatit, Siderit und Anglesit bzw. Tsumcorit, Stranskiit, Leiteit, Quarz und Tennantit.
Die Typlokalität des Minerals ist die Tsumeb Mine bei Tsumeb in der Region Oshikoto in Namibia.

## Etymologie und Geschichte
John Innes, Chefmineraloge der Tsumeb Corporation, konnte Anfang der 1980er Jahre auf der 32. Sohle, 1. Subsohle, im Abbau W40 der Tsumeb Mine in Tsumeb, Namibia, eine Reihe seltener Minerale bergen, unter denen sich neben Leiteit, Schneiderhöhnit, Ludlockit, Schaurteit, Stottit und Bartelkeit ein anfangs nicht identifizierbares Mineral befand, welches sich als neue Mineralphase herausstellte. Nach den für eine Charakterisierung notwendigen Untersuchungen wurde das neue Mineral der International Mineralogical Association (IMA) vorgelegt, die es 1985 anerkannte. Im Jahre 1986 wurde es von einem internationalen Wissenschaftlerteam um den deutschen Mineralogen Paul Keller sowie John Innes und Pete J. Dunn im deutschen Wissenschaftsmagazin „Neues Jahrbuch für Mineralogie, Monatshefte“ als Zinkroselith (englisch Zincroselite) beschrieben. Die Autoren benannten das Mineral aufgrund seiner kristallchemischen Verwandtschaft mit Roselith und der Dominanz von Zink auf der [VI]M2+-Position.
Das Typmaterial für Zinkroselith (Holotyp) wird an der Universität Stuttgart (Standort TM-85.55 / 0/824-s27/2) und im National Museum of Natural History, Washington, D.C. (Katalog-Nr. 163340), aufbewahrt. Eine als ehemals im Besitz von John Innes bezeichnete Cotyp-Stufe aus der Sammlung von William W. Pinch befindet sich unter der Nummer „RRUFF ID: R100192“ in der Sammlung des RRUFF-Projektes.

## Klassifikation
Da der Zinkroselith erst 1985 als eigenständiges Mineral anerkannt wurde, ist er in der seit 1977 veralteten 8. Auflage der Mineralsystematik nach Strunz noch nicht verzeichnet.
Im zuletzt 2018 überarbeiteten und aktualisierten Lapis-Mineralienverzeichnis nach Stefan Weiß, das sich aus Rücksicht auf private Sammler und institutionelle Sammlungen noch nach dieser alten Form der Systematik von Karl Hugo Strunz richtet, erhielt das Mineral die System- und Mineral-Nr. VII/C.17-120. In der „Lapis-Systematik“ entspricht dies der Klasse der „Phosphate, Arsenate und Vanadate“ und dort der Abteilung „Wasserhaltige Phosphate, ohne fremde Anionen“, wo Zinkroselith zusammen mit Brandtit, Cassidyit, Collinsit, Fairfieldit, Gaitit, Hillit, Messelit, Nickeltalmessit, Parabrandtit, Roselith, Anorthoroselith (ehemals Roselith-β, Roselith-Beta), Rruffit, Talmessit und Wendwilsonit die „Fairfieldit-Roselith-Gruppe“ mit der System-Nr. VII/C.17 bildet.
Die von der International Mineralogical Association (IMA) zuletzt 2009 aktualisierte 9. Auflage der Strunz’schen Mineralsystematik ordnet den Zinkroselith ebenfalls in die Abteilung der „Phosphate usw. ohne zusätzliche Anionen; mit H2O“ ein. Diese ist allerdings weiter unterteilt nach der relativen Größe der beteiligten Kationen und dem Stoffmengenverhältnis von Phosphat-, Arsenat- bzw. Vanadatkomplex (RO4) zu Kristallwasser, so dass das Mineral entsprechend seiner Zusammensetzung in der Unterabteilung „Mit großen und mittelgroßen Kationen; RO4 : H2O = 1 : 1“ zu finden ist, wo es zusammen mit dem namengebenden Roselith sowie mit Brandtit und Wendwilsonit die „Roselithgruppe“ mit der System-Nr. 8.CG.10 bildet.
Auch die vorwiegend im englischen Sprachraum gebräuchliche Systematik der Minerale nach Dana ordnet den Zinkroselith in die Klasse der „Phosphate, Arsenate und Vanadate“ und dort in die Abteilung der „Wasserhaltigen Phosphate etc.“ ein. Hier ist er in der „Roselith-Untergruppe (Monoklin: P21/c)“ mit der System-Nr. 40.02.03 und den weiteren Mitgliedern Brandtit, Manganlotharmeyerit, Roselith und Wendwilsonit innerhalb der Unterabteilung „Wasserhaltige Phosphate etc., mit A2+(B2+)2(XO4) × x(H2O)“ zu finden.

## Chemismus
Mikrosondenanalysen an Zinkroselith aus der Tsumeb Mine ergaben Mittelwerte von 25,0 % CaO; 0,4 % MgO; 0,9 % MnO; 0,2 % FeO; 15,9 % ZnO; 49,3 % As2O3 und 7,7 % H2O, woraus sich die empirische Formel Ca2,06(Zn0,09Mn0,06Mg0,05Fe0,01)Σ=1,02(AsO4)1,98·1,97H2 errechnete, welche sich zu Ca2Zn(AsO4)2·2H2O idealisieren lässt. Diese Idealformel erfordert Gehalte von 24,41 % CaO; 17,72 % ZnO; 50,03 % As2O3 und 7,84 % H2O.
Zinkroselith stellt das Zn2+-dominante Analogon zum Co2+-dominierten Roselith, zum Mg-dominierten Wendwilsonit sowie zum Mn2+-dominierten Brandtit dar. Eine zumindest teilweise Mischkristallbildung mit Roselith und Wendwilsonit wird für möglich erachtet.

## Kristallstruktur
Zinkroselith kristallisiert im monoklinen Kristallsystem in der Raumgruppe P21/c (Raumgruppen-Nr. 14) mit den Gitterparametern a = 5,827 Å; b = 12,899 Å; c = 5,646 Å und β = 107,69° sowie zwei Formeleinheiten pro Elementarzelle.
Die Kristallstruktur des Zinkroseliths besteht aus [AsO4]-Tetraedern, zentrosymmetrischen [Zn(H2O)2O4]-Oktaedern und tetragonalen Antiprismen [Ca(H2O)O7], die sämtlich stark verzerrt sind. Im [Ca(H2O)O7]-Polyeder weist Ca eine regelmäßige [7+1]-Koordinierung mit sieben relativ ähnlichen Ca-O-Distanzen von 2,372 bis 2,506 Å und einer sehr langen Bindungsdistanz Ca–O2 von 3,099 Å auf. Das zentrosymmetrische [Zn(H2O)2O4]-Oktaeder ist in Richtung der tetragonalen Achse gestreckt.
Die [Zn(H2O)2O4]-Polyeder und die [AsO4]-Tetraeder sind über gemeinsame Ecken zu [Zn(H2O)2(AsO4)2]4−-Ketten verbunden, die Ähnlichkeiten zu den Ketten des Kröhnkit-Typs aufweisen. Sie können jedoch durch Einbindung der [Ca(H2O)O7]-Polyeder erweitert werden. Die letzteren teilen sich gemeinsame O1–H2O5- und O1–O2-Kanten mit den [Zn(H2O)2O4]-Polyedern bzw. [AsO4]-Tetraedern, wobei [Ca2Zn(H2O)2O8(AsO4)2]16−-Stäbe entstehen. Die Gleitebene c des monoklinen Zinkroseliths bildet leicht gewellte Netze der Zusammensetzung [Ca(H2O)O5]8−, die abwechselnd mit den [Zn(H2O)2(AsO4)2]4−-Ketten gestapelt, aber parallel (100) orientiert sind. Die [Ca(H2O)O7]-Polyeder sind miteinander lediglich über zwei Kanten (O1–O1 und O2–O2) verbunden. Auf diese Weise entstehen Ketten mit einer betonten Zickzack-Form parallel [100], welche weiterhin in Richtung [010] durch zwei O4-Ecken verbunden sind und so ein dichtes Netzwerk ausbilden.
Eine sehr starke Wasserstoffbrückenbindung ist zwischen benachbarten Stab-Schichten entwickelt, die parallel (010) orientiert sind und ansonsten relativ schwach in Richtung der b-Achse miteinander verknüpft sind.
Zinkroselith ist isotyp (isostrukturell) zu Roselith. Er ist ferner der monokline Polymorph zum triklinen Gaitit.

## Eigenschaften

### Morphologie
Zinkroselith entwickelt an seiner Typlokalität subparallel verwachsene Aggregate von 12 × 5 × 4 mm Durchmesser, die in Hohlräumen bis 1,5 mm große Kristalle ausbilden. Die Kristalle sind lattenförmig, nach [001] gestreckt und stark parallel der c-Achse gestreift. An den zumeist nach (100) verzwillingten Kristallen konnten aufgrund der starken Streifung bisher nur unspezifisch {hk0}- und {hkl}-Formen festgestellt werden. Extrem selten wurden Kristalle bis zu 2 cm Länge beobachtet, die ursprünglich als Cerussit etikettiert worden waren.

### Physikalische und chemische Eigenschaften
Die Kristalle des Zinkroseliths sind farblos bis weiß, ihre Strichfarbe wird nicht angegeben, ist aber wohl weiß. Die Oberflächen der durchscheinenden bis durchsichtigen Kristalle weisen einen glasartigen Glanz auf, was gut mit den Werten für die Lichtbrechung übereinstimmt. An den Kristallen des Zinkroseliths wurden mittelhohe bis hohe Werte für die Lichtbrechung (nα = 1,703; nβ = 1,710; nγ = 1,720) und für die Doppelbrechung (δ = 0,017) festgestellt.
Der als spröde beschriebene Zinkroselith besitzt eine sehr vollkommene Spaltbarkeit nach {010} und eine angedeutete Spaltbarkeit nach {001}.
Mit einer Mohshärte von ≈ 3 gehört das Mineral zu den mittelharten Mineralen und lässt sich wie das Referenzmineral Calcit mit einer Kupfermünze ritzen. Die gemessene Dichte für Zinkroselith beträgt 3,75 g/cm³, die berechnete Dichte 3,77 g/cm³. Das Mineral zeigt weder im lang- noch im kurzwelligen UV-Licht eine Fluoreszenz.
Zinkroselith ist löslich in Salpetersäure, HNO3. Er ist ferner schwer löslich in Oxalsäure, Salzsäure, HCl, und Schwefelsäure, H2SO4. Das Mineral ist sehr empfindlich gegenüber konzentrierten Laugen wie Natronlauge, NaOH, und Kalilauge, KOH.

## Bildung und Fundorte
Zinkroselith ist ein typisches Sekundärmineral, welches sich in der Oxidationszone von arsenreichen polymetallischen Buntmetall-Lagerstätten bildet.
In der „Tsumeb Mine“ fand sich das Mineral auf einer Stufe aus massivem Tennantit, der von Gängchen aus massivem und drusigem weißen Quarz durchdrungen war. Weitere Parageneseminerale sind zinkhaltiger Dolomit und Tsumcorit. Ebenfalls auf der Typstufe, aber in separaten Einschlüssen, wurden Claudetit und Stranskiit nachgewiesen. Der genaue Erstfundort des Zinkroseliths ist der Abbau W40 auf der 32. Sohle, 1. Subsohle, in Tsumeb, Namibia.
Als sehr seltene Mineralbildung konnte Zinkroselith bisher (Stand 2018) erst von zwei Fundstellen beschrieben werden. Als Typlokalität gilt die „Tsumeb Mine“ bei Tsumeb, Region Oshikoto, Namibia. Der weltweit zweite Fundort ist das Bergbaurevier von Bou-Azzer bei Taznakht (Tazenakht), Provinz Ouarzazate in der Region Drâa-Tafilalet im Süden Marokkos. Zinkroselith wurde hier auf einer 1987 wahrscheinlich in Aghbar gefundenen Stufe in Form von winzigen, farblosen bis weißen Kristallen identifiziert, die äquivalente Mengen an Zn, Co und Mg aufweisen.
Vorkommen von Zinkroselith in Deutschland, Österreich oder in der Schweiz sind damit nicht bekannt.

## Verwendung
Aufgrund seiner Seltenheit ist Zinkroselith nur für den Mineralsammler von Interesse.